# Públio Constâncio de Mello
Públio Constâncio de Mello (Bahia, 25 de agosto de 1855 – Rio de Janeiro, 16 de dezembro de 1904) foi um médico brasileiro.
Doutorado em medicina pela Faculdade de Medicina da Bahia em 1882, defendendo a tese “Do suicídio em suas relações médico-legais”. Foi eleito membro da Academia Nacional de Medicina em 1893, na presedência de João Batista de Lacerda, com o número acadêmico 163.